# Manuel M. Ponce
Manuel María Ponce Cuéllar (Fresnillo, 8 de diciembre de 1882 - Ciudad de México, 24 de abril de 1948) fue un músico y compositor mexicano.
Es considerado uno de los compositores más importantes del nacionalismo en Latinoamérica y de la música clásica mexicana e internacional.

## Biografía
Nació el 8 de diciembre de 1882 en Fresnillo, Zacatecas, en una casa situada frente a la Plazuela del Maíz, actualmente Jardín Obelisco. Bautizado en la Parroquia de la Purificación el 12 de diciembre del mismo año. Sus padres, Felipe de Jesús Ponce, quien durante 14 años realizó trabajos de tenedor de libros en la estación minera de Proaño, la de mayor producción de plata en el país; y doña María de Jesús Cuéllar, originarios de Aguascalientes, retornaron a la hidrocálida ciudad con la protección del gobernador de esa entidad Francisco Rangel, cuando el infante Manuel María, el duodécimo de sus hijos, apenas contaba con algunos meses de edad.
La afición de doña María de Jesús por la música influyó decididamente en el destino de cuatro de sus hijos: María del Refugio, Josefina, José Braulio y Manuel María Ponce Cuéllar. Este último inició sus estudios de piano con su hermana Josefina, conocida como “Pepita”, recibiendo, asimismo, instrucción musical de María del Refugio, “Cuquita” reconocida docente, pianista, compositora y redactora del texto “Estudio Pianístico Beethoven”. Manuel María a los seis años de edad interpretaba enzarzadas melodías como “La zacatecana” y “Amor secreto” con la guía de solfeo del maestro Hilarión Eslava. A los diez años sus padres y hermanos mayores le situaron como pupilo con el licenciado Cipriano Ávila, abogado y maestro de piano.
Fue integrante del coro infantil del templo San Diego de Aguascalientes, ayudante de órgano y titular de este instrumento desde 1898. En 1900 viajó a Ciudad de México, iniciando estudios con los maestros Vicente Mañas, Eduardo Gabrielli y Paulo Bengardi. Seguidamente ingresó en el Conservatorio Nacional de Música en 1901, donde permaneció hasta 1903. En 1904, fue a estudiar cursos superiores a la Escuela de Música de Bolonia, en Italia con Enrico Bossi y Luigi Torchi. Posteriormente viajó a Alemania, donde permaneció entre 1906 y 1908 y se perfeccionó en el piano con el maestro Martin Krause, pedagogo en el Conservatorio Stern y director de la Liszt Verein en Leipzig y antiguo discípulo del pianista Franz Liszt. Y regresó finalmente a México, donde se dedicó a la enseñanza, a la composición y a dar conciertos.
En 1915 fue a La Habana en compañía del poeta Luis G. Urbina; ahí impartió clases de piano y colaboró en algunos diarios de la isla. Al volver al país fue nombrado director de la Orquesta Sinfónica de México de 1918 a 1920; al poco tiempo, comisionado por la SEP y a solicitud de la UNAM, viajó a París para estudiar bajo la guía del compositor Paul Dukas. Concluida la licenciatura en composición en la Escuela Normal de Música de París, regresó a la Ciudad de México en 1933 a ocupar el cargo de director del Conservatorio Nacional de Música y titular de la cátedra de piano en el propio Conservatorio y en la Escuela Nacional de Música.

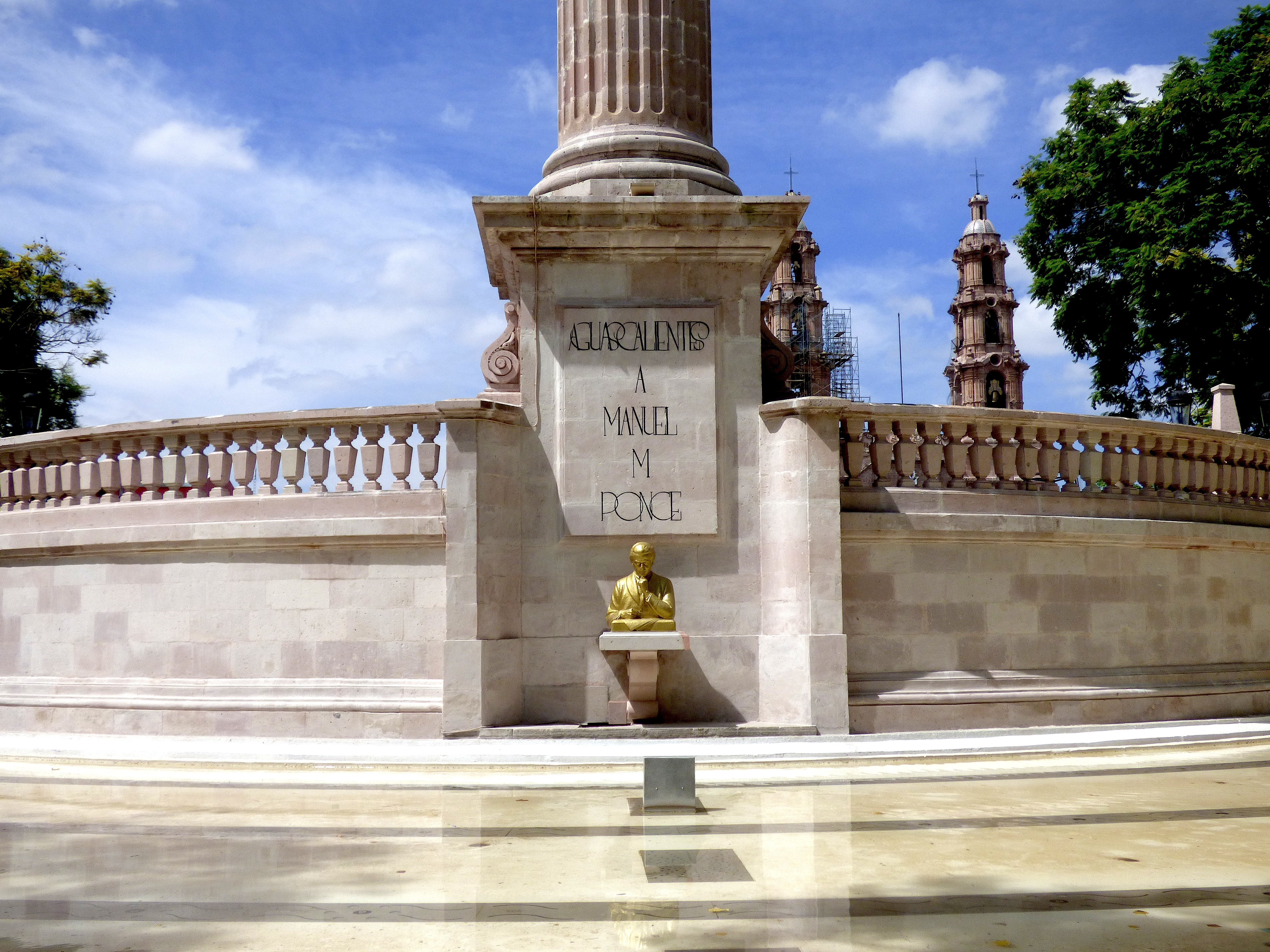
Busto en homenaje a Manuel M. Ponce en la Plaza de la Patria, Aguascalientes.

En 1934 se le designó inspector de la Sección de Música del INBA y consejero de la Orquesta Sinfónica de México. Fue miembro del Seminario de Educación Pública y fundador del Seminario de Cultura Mexicana. En 1945 fue nombrado director de la Escuela Nacional de Música. En 1947 se le otorgó el Premio Nacional de Ciencias y Artes, convirtiéndose en el primer músico en recibir esa distinción.  Murió en la Ciudad de México un año después.
En 1952 sus restos fueron trasladados a la actual Rotonda de las Personas Ilustres en el Panteón de Dolores de la Ciudad de México el 4 de octubre.
Compositor controvertido, creó una obra musical basada en temas típicos mexicanos, que combinó con el estilo romántico europeo de su época. Otra influencia importante en su producción fue el impresionismo; de hecho, Ponce y José Rolón representan el impresionismo musical en México.
La fama llegó, pero no la fortuna. Hoy en día, Estrellita es erróneamente considerada una melodía de dominio público siendo de la autoría de Ponce, quien omitió registrarla a su nombre, según da cuenta la Sociedad de Autores y Compositores de México en la biografía del compositor.
En su momento sus canciones fueron interpretadas por los grandes cantantes del momento como Lily Pons y Tito Schipa.
Compuso obras para diversos instrumentos y dominó especialmente la guitarra gracias a la amistad que sostuvo con el guitarrista español Andrés Segovia, así como con otros compositores de este instrumento como Heitor Villa-Lobos, Federico Moreno Torroba y Joaquín Rodrigo. Fue el primer compositor mexicano cuya música tuvo proyección internacional y su nombre fue ampliamente conocido en el extranjero.

## El fundador del nacionalismo musical mexicano

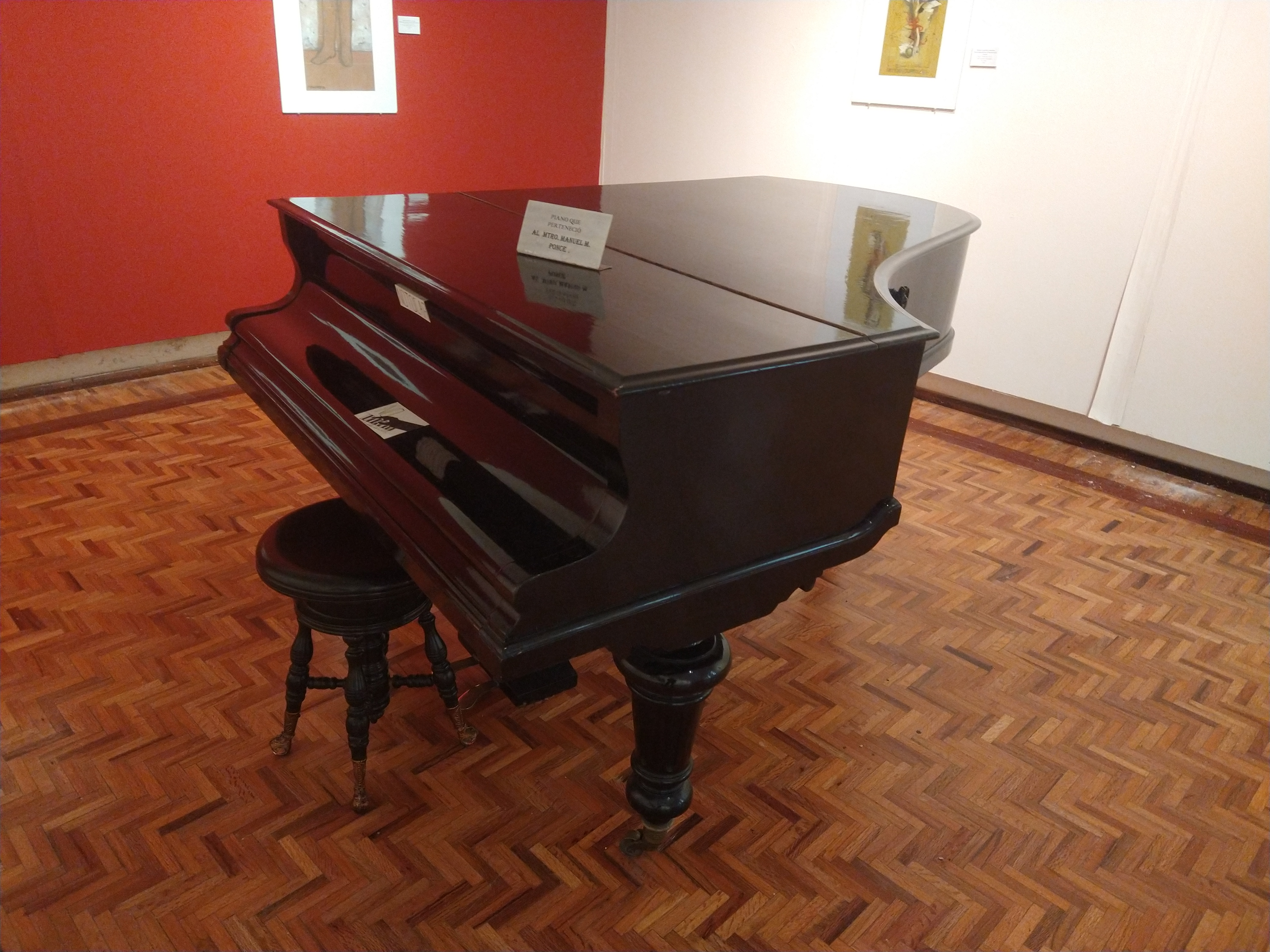
Piano que perteneció a Manuel M. Ponce.

Ponce es considerado el padre del nacionalismo musical mexicano. En 1912 realizó un concierto con obras que contenían características que se consideraban por primera vez genuinamente mexicanistas. De este modo, 1912 se considera el inicio del movimiento nacionalista en la música mexicana. Por esta época tuvo como alumno al que vendría a consolidar el movimiento nacionalista, Carlos Chávez. Ponce proclamaba que los compositores debían inspirarse en la música y cantos populares de su país embelleciendo las canciones y dándoles altura artística, evitando lo vulgar, lo feo, ruin y despreciable. Por medio del refinamiento de las armonizaciones de los cantos populares, Ponce pretendía rescatar y ennoblecer la música nacional; cualidades a las que la generación de nacionalistas siguientes se opondría enérgicamente.

Considero un deber de todo compositor mexicano ennoblecer la música de su patria dándole forma artística, revistiéndola con el ropaje de la polifonía y conservando amorosamente las músicas populares que son expresión del alma nacional.

Una razón lógica de este aspecto es que Ponce desarrolló gran parte de sus propuestas musicales en los años previos a la Revolución mexicana, es decir, antes de los violentos cambios de las ideologías y los movimientos vanguardistas en México. El medio musical de Ponce se movía en las sociedades de la música de salón y de la élite artística de los últimos años del Porfiriato.
Ponce evitaba en lo posible cualquier referencia a la música indígena por considerarla carente de refinamiento. Prefirió el mestizaje musical en lugar de realzar las características autóctonas indigenistas de la música popular mexicana. De cualquier forma, fue el primer compositor mexicano que dirigió su atención a los elementos propios de su nación para crear una escuela mexicana de composición. Según Yolanda Moreno Rivas el nacionalismo de Ponce era geográfico y sentimental; Ponce buscaba por medio de la música popular un sentimiento y una expresión personal.

## Representante del romanticismo musical mexicano
Para comprender el romanticismo tardío en la música mexicana para piano debemos observar algunas de las partituras clave de la corriente modernista europea como “La mer” de Debussy o el “Bolero” de Ravel creadas a principios del siglo; si hacemos esto comprenderemos la inquietud modernizadora que orilló a Manuel M. Ponce a realizar su primer viaje de orientación y aprendizaje a Europa. El joven Ponce -cuya amistad con Ramón López Velarde y Saturnino Herrán lo colocaba, por generación, dentro del primer grupo de autores mexicanos de este siglo preocupados por la búsqueda de lo distintivamente mexicano en el arte- percibió claramente que así como existía un acervo de hábitos melódicos que podían delinear una identidad y una personalidad musical, existía también una zona que su arte no había logrado penetrar y esta era aquella donde residían los secretos del oficio que le permitirían afinar su exigente vocación de compositor.

## Música
Ponce escribió música para guitarra, obras para piano, canciones, música de cámara y orquesta. Sus obras conocidas para piano y guitarra son mucho más numerosas que para otros instrumentos. Sin embargo, cabe destacar que casi la mitad de la música de Ponce es desconocida o se ha perdido.[cita requerida]

### Obra para guitarra
La obra para guitarra es una parte esencial del repertorio instrumental de Ponce, y sus obras más conocidas son Variaciones y Fuga sobre 'La Folia' (1929) y Sonatina meridional (1939).
También escribió un concierto para guitarra, conocido como Concierto del Sur, dedicado a su viejo amigo y virtuoso de la guitarra Andrés Segovia. El guitarrista y compositor mexicano Miguel Alcázar hizo un trabajo de investigación recopilando en un libro y alrededor de seis CD la obra completa para guitarra de Manuel M. Ponce.
- Sonata mexicana (1925)
- Prélude (1925)
- Tres canciones populares mexicanas: La pajarera, Por ti mi corazón, La Valentina (1925)
- Thème varié et finale (1926)
- Sonata II (1926)
- Sonata III (1927)
- Sonata clásica, Homenaje a Fernando Sor (1928)
- Sonata romántica, Homenaje a Schubert (1929)
- 24 Preludios (1929)
- Diferencias sobre 'La Folía' de España y Fuga (1929)
- Postludio (1929)
- Suite en La menor (1929)
- Estudio en Trémolo (1930)
- Sonata VI, "de Paganini", cuyo último movimiento se publicó por separado: (Andantino Variado) (1930)
- Balletto (1931)
- Preludio en Mi Mayor (1931)
- Suite "Antigua" en Re Mayor (1931)
- Giga melancólica (atribuida a Johann Jakob Froberger) (1931)
- Sonatina, Homenaje a Tárrega, del cual sólo se conserva el último movimiento: Allegro (1932)
- Cuatro piezas para guitarra: Mazurca, Vals, Trópico, Rumba (1932)
- Allegretto (1933) Descubierta recientemente, estrenada el 20 de noviembre de 2009 en la sala Xochipilli de la Escuela Nacional de Música de la UNAM por el maestro Juan Carlos Laguna.
- Sonatina meridional (1939)
- Vespertina (1946)
- Matinal (1946)
- Seis Preludios cortos (1947)
- Variaciones sobre un tema de Antonio de Cabezón (1948)
- Apéndice: Tres variaciones sobre Cabezón (1948)

Las obras que incluyeron otro nombre de autor en su edición como pastiches, fueron el Balletto y el Preludio en Mi Mayor, ambos atribuidos a Weiss y la Suite en Re Mayor (atribuida a Scarlatti).

### Obras para piano
Producto de sus estudios en Alemania con Martin Krause, Manuel M. Ponce era un pianista experimentado, como lo demuestran sus grabaciones y, en particular, el registro de su Concierto para piano y orquesta, además de numerosos testimonios orales y la prensa de la época. Ponce es, junto a Ricardo Castro, uno de los compositores mexicanos de música pianística más importantes. Sus modelos de composición provienen de la música de Liszt y Chopin aunque en obras posteriores es posible hallar también una influencia impresionista.
- 3 Intermezzos
- Guateque
- Balada Mexicana
- 25 Mazurcas
- Concierto romántico
- Scherzino a Debussy
- Scherzino mexicano
- Estudios de concierto
- Elegía de la ausencia
- Tema mexicano variado
- Suite cubana
- Gavota
- Rapsodia mexicana n.º 1 y 2
- Scherzino maya
- Rapsodia cubana
- Deux etudes pour piano
- Danzas Mexicanas '4'
- Sonata mexicana
- Segunda sonata (extraviada)
- Preludios encadenados
- Preludio y fuga para la mano izquierda
- Danza del sarampión
- Nostalgia
- Romanza de Amor
- "Malgré tout (Danza para la mano izquierda)"
- Catorce trozos románticos
- Tempo di Minuetto
- Minueto No.2
- Minueto No.3

### Canciones
Ponce interactuó con muchos cantantes mexicanos importantes. Muchas de las letras que usó en sus composiciones musicales no las escribió él, sino que sólo las musicalizó.  "Marchita el alma", por ejemplo, la escuchó como canción popular en los campos del estado de Guanajuato.[cita requerida]
Entre sus obras, se encuentran:
- La barca del marino (1912)
- Ven ¡oh luna! (1912)
- Yo te quiero (1913)
- Trigueña hermosa (1913)
- Todo pasó (1913)
- Valentina (1914)
- Oye la voz (1914)
- Dolores hay (1914)
- Las mañanitas (1914)
- Para amar sin consuelo (1914)
- Acuérdate de mí (1914)
- La cucaracha (con coro mixto y acompañamiento) (1914)
- Perdí un amor (1914)
- Cerca de mí (1914)
- Cielito lindo (arr. Ponce, cuando aún no se conocía el autor) (1914)
- Soy paloma errante (1914)
- El desterrado (1914)
- La despedida (1914)
- El olvido (1914)
- A tus amigos (1914)
- Rayando el sol (1916)
- Adiós mi bien (1916)
- Ofrenda (1916)
- Ya sin tu amor (1916)
- Voy a partir (1916)
- Estrellita (1912)
- A la orilla de un palmar (1916)
- Serenata mexicana (1912)
- Marchita el alma (1912)
- La pajarera (1917)
- Una multitud más
- Tal vez (1905)
- Necesito (1905)
- Lejos de ti (1914) (poema de Adolfo Balbino Dávalos)
- Cuiden su vida (1914)
- Si alguna vez (1913)
- Que lejos ando (1916)
- Si algún ser (1914)
- Yo mismo no comprendo (1914)
- Isaura de mi amor (1913)
- Por ti mi corazón
- Por ti mujer (1913)
- Soñó mi mente loca (1912)
- Tú (1909)
- Aleluya (1909)
- Cerca de ti (poema de Adolfo Balbino Dávalos)

### Música de cámara
- Andante, para cuarteto de cuerdas. (1902)
- Jeunesse, para violín y piano. (1908)
- Romanzetta, para violín y piano. (1908)
- Trío romántico, para violín, chelo y piano. (1912)
- Sonata, para piano, viola y chelo. (1922)
- Sonata, para guitarra y clavecín. (1926)
- Quatre miniatures pour quatour à cordes (1927)
- Granada, para piano, viola y chelo. (1928)
- (3)Préludes pour violoncelle et piano (1930)
- Cuarteto de cuerdas (1935-1936) Dedicado "A mon cher maître Paul Dukas".
- Prélude, para guitarra y clavecín. (1936)
- Sonata a dúo, para violín y viola. (1936–1938)
- Trío para violín, viola y cello. (1943)
- Canción de otoño, para violín y piano.
- Sonata para Violonchelo y Piano (1922)
- Sonata, para guitarra y clavecín.
- Sonata breve, para violín y piano.
- Scherzino para violín y piano.

### Orquesta
- Chapultepec
- Cantos y danzas de los antiguos mexicanos
- Instantáneas mexicanas
- Poema elegíaco
- Ferial

#### Conciertos
- Concierto para piano n.º 1 «Romántico»
- Concierto del sur para guitarra y orquesta (1941)
- Concierto para violín y orquesta
- Concierto para piano n.º 2 (1946, inconcluso)[7]

### Óperas
- El patio florido, inconclusa
- Cira, ópera en dos actos.